# SynthEdit
SynthEdit est un logiciel propriétaire permettant de créer des plugins VST en reliant des modules les uns aux autres.